# Ванільний цукор

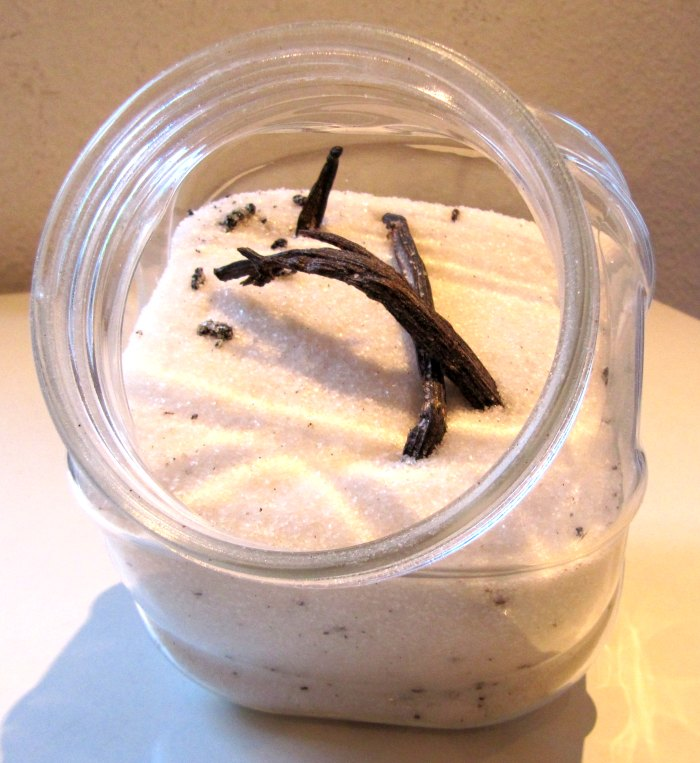
Ванільний цукор

Ванільний цукор (англ. Vanilla sugar, нім. Vanillezucker, пол. Cukier waniliowy, швед.Vaniljsocker) — складник десертів центральноєвропейської та скандинавської кухні. Готують змішуючи цукор зі стручками ванілі або з екстрактом ванілі. Поза межами Європи широко не використовується.. Ванільний цукор легко зробити у домашніх умовах — достатньо змішати цукор з стручками ванілі та залишити на декілька тижнів у щільно закритій посудині.
При приготуванні ванільного цукру також використовують дешевший замінник ванілі — ванілін. Аромат такого цукру значно простіший від натуральної ванілі.